# Amphisbaena pretrei
Amphisbaena pretrei är en ödleart som beskrevs av  Duméril och BIBRON 1839. Amphisbaena pretrei ingår i släktet Amphisbaena och familjen Amphisbaenidae. IUCN kategoriserar arten globalt som livskraftig. Inga underarter finns listade i Catalogue of Life.